# Özür Diliyorum
Die Kampagne Özür Diliyorum (türkisch Özür diliyorum ‚Ich bitte um Entschuldigung‘) ist eine Initiative in Form einer Unterschriftenkampagne, die im Dezember 2008 von verschiedenen türkischen Journalisten, Professoren und Politikern eingeleitet wurde. Sie ruft zu einer Entschuldigung für die „Große Katastrophe“, der osmanische Armenier 1915 ausgesetzt waren, auf.
Die Kampagne wurde ursprünglich von Professor Ahmet İnsel, dem Politiker Baskın Oran, Dr. Cengiz Aktar und dem Journalisten Ali Bayramoğlu begonnen. Die Kampagne betonte die Bitte um Verzeihung dafür, dass es Armeniern nicht möglich war, offen über die Ereignisse von 1915 zu sprechen. In den ersten 24 Stunden der Veröffentlichung wurde die Kampagne von 5.000 Personen unterzeichnet und hatte bis Januar 2009 30.000 Unterzeichner. Die Kampagne, die sich direkt auf den Völkermord an den Armeniern bezog, führte zu einem Aufruhr in der türkischen Gesellschaft und zu Morddrohungen gegen die Unterzeichner.

## Die Kampagne
Die Kampagne fand zumeist online statt. Die Mitteilung auf der Webseite, auf der die Personen unterzeichnen, konstatiert:

„Mein Gewissen akzeptiert es nicht, gegenüber der Leugnung der Großen Katastrophe, die den Armeniern des Osmanischen Reiches 1915 widerfahren ist, gleichgültig zu bleiben und sie zu leugnen. Ich weise diese Ungerechtigkeit zurück und entschuldige mich bei meinen armenischen Brüdern und Schwestern, deren Gefühle und Schmerzen ich teile.“

Die Organisatoren betonten, dass die Initiative nicht politisch motiviert war, sondern persönlich und individuell.
Die Webseite ist in zahlreichen Sprachen verfügbar, darunter arabisch, armenisch, griechisch, russisch und englisch.
Derzeit hat die Kampagne mehr als 32.000 Unterzeichner.

## Reaktion der türkischen Regierung
Der türkische Ministerpräsident Recep Tayyip Erdoğan erklärte:

„Diese Kampagne unterstütze ich weder, noch akzeptiere ich sie. Wir haben nie ein Verbrechen begangen, daher haben wir auch nicht um Entschuldigung zu bitten; es wird keinen Nutzen haben, außer dass es Leute aufstachelt, unseren Frieden stört und Schritte rückgängig macht, die bereits getan wurden.“

„Den Völkermord müssen diese türkischen Intellektuellen begangen haben, da sie diejenigen sind, die um Entschuldigung bitten.“

## Nachwirken
Diejenigen, die die Entschuldigung unterzeichnet haben, erhielten zahlreiche Mord- und Todesdrohungen. Ece Temelkuran, eine der Unterzeichnerinnen, erklärte, dass sie 200 E-Mails erhalten habe, von denen 150 Morddrohungen seien.
Der Richter des 2. Strafgerichtshofs von Şişli, Hakki Yalçınkaya, ordnete an, dass die Seite özürdiliyoruz.com geschlossen werden sollte und dass die Unterzeichner gemäß Artikel 301 des türkischen Strafgesetzbuches bestraft werden sollen – ein Artikel, der unter anderem Beleidigung türkischer Regierungsinstitutionen strafbar macht.

## Bekannte Unterzeichner
Prominente Unterzeichner sind unter anderem:
- Cem Özdemir
- Leyla Zana
- Adalet Ağaoğlu
- Fethiye Çetin
- Halil Berktay
- Hasan Cemal
- Murat Belge
- Yavuz Bingöl
- Orhan Kemal Cengiz
- Ufuk Uras
- Selahattin Demirtaş
- Lale Akgün
- Pınar Selek
- Enis Batur
- Filiz Koçali
- Hidayet Tuksal